# The Myths and Legends of King Arthur
The Myths and Legends of King Arthur and the Knights of the Round Table is het vierde muziekalbum van Rick Wakeman. Na het vorige album Journey is er opnieuw sprake van een conceptalbum. Al eerder had Wakeman zich verdiept in de geschiedenis met de The Six Wives of Henry VIII en nu (toen) was Koning Arthur aan de beurt. Het album dat vanaf 16 oktober 1974 tot en met 10 januari 1975 werd opgenomen heeft als samenstelling opnieuw een rockband, koor en symfonieorkest.
De elpee kwam onder beroerde omstandigheden tot stand. Wakeman had zijn eerste hartinfarct gekregen (hij was 25) en kreeg te horen dat het beter was te stoppen met zijn muziek; zijn soloplaten verkochten goed en ook de albums met Yes gingen vlot over de toonbank. Hij dacht niet aan stoppen. The Last Battle is grotendeels in het ziekbed geschreven. Zijn solo in Merlin the Magician wilde niet lukken op de Moog; Wakeman sloeg een paar whiskys achterover en speelde het opnieuw; de opnamen kwamen op de plaat terecht. De opener van het album heeft intussen klassieke status bereikt en wordt veelvuldig gebruikt als themamuziek. De BBC gebruikte die opening vanaf 1979 (behalve 2001 en 2010) als opening voor hun verkiezingsprogramma’s. Het Weeshuis van de hits gebruikte diezelfde opening als hun jingle.
Het album werd een bestseller: 12 miljoen exemplaren.
De tour die volgde op het album was zo groots opgezet dat Wakeman, ondanks de goede bezoekersaantallen bijna failliet ging na de uitbundige shows compleet met orkest en ijsdansers erbij.

## Musici
- Rick Wakeman – synthesizers
- Gary Pickford-Hopkins, Ashley Holt- zang
- Terry Taplin - vertelling
- Geoff Crampton – gitaar
- Roger Newell – basgitaar
- Barney James – drums
- John Hodgson – percussie
- Orkest
- The English Chamber Choir
- David Measham – dirigent

## Tracklist
| Nr. | Titel                             | Duur |
| --- | --------------------------------- | ---- |
| 1.  | Arthur                            | 7:26 |
| 2.  | Lady of the Lake                  | 0:45 |
| 3.  | Guinevere                         | 6:45 |
| 4.  | Sir Lancelot and the Black Knight | 5:20 |

| Nr. | Titel               | Duur |
| --- | ------------------- | ---- |
| 1.  | Merlin the Magician | 8:51 |
| 2.  | Sir Galahad         | 5:51 |
| 3.  | The Last Battle     | 9:41 |

## Hitnotering
| "The Myths and Legends of King Arthur" in de Nederlandse Album Top 100 - binnen: 12-04-1975 | "The Myths and Legends of King Arthur" in de Nederlandse Album Top 100 - binnen: 12-04-1975 | "The Myths and Legends of King Arthur" in de Nederlandse Album Top 100 - binnen: 12-04-1975 | "The Myths and Legends of King Arthur" in de Nederlandse Album Top 100 - binnen: 12-04-1975 | "The Myths and Legends of King Arthur" in de Nederlandse Album Top 100 - binnen: 12-04-1975 | "The Myths and Legends of King Arthur" in de Nederlandse Album Top 100 - binnen: 12-04-1975 | "The Myths and Legends of King Arthur" in de Nederlandse Album Top 100 - binnen: 12-04-1975 | "The Myths and Legends of King Arthur" in de Nederlandse Album Top 100 - binnen: 12-04-1975 |
| Week                                                                                        | 01                                                                                          | 02                                                                                          | 03                                                                                          | 04                                                                                          | 05                                                                                          | 06                                                                                          |                                                                                             |
| ------------------------------------------------------------------------------------------- | ------------------------------------------------------------------------------------------- | ------------------------------------------------------------------------------------------- | ------------------------------------------------------------------------------------------- | ------------------------------------------------------------------------------------------- | ------------------------------------------------------------------------------------------- | ------------------------------------------------------------------------------------------- | ------------------------------------------------------------------------------------------- |
| Nummer                                                                                      | 42                                                                                          | 33                                                                                          | 26                                                                                          | 27                                                                                          | 38                                                                                          | 44                                                                                          | uit                                                                                         |